# Divizia A 2000-2001
Sezonul 2000-2001 al Diviziei A (cunoscută și sub numele de Divizia A Ursus din motive de sponsorizare) a fost cea de-a 83-a ediție a Campionatului de Fotbal al României, și a 63-a de la introducerea sistemului divizionar. A început pe 4 august 2000 și s-a terminat pe 13 iunie 2001. Echipa Steaua București a devenit campioană pentru a 21-a oară în istoria sa, extinzându-și astfel recordul deținut pentru cele mai multe titluri acumulate în România.

## Stadioane
| FC U Craiova       | Steaua București | Rapid București | FCM Bacău             |
| ------------------ | --- | --- | --------------------- |
| Ion Oblemenco      | Steaua | Rapid-Giulești | Municipal             |
| Capacitate: 37.000 | Capacitate: 28.365 | Capacitate: 19.100 | Capacitate: 17.500    |
|                    | | |                       |
| Dinamo București   | Argeș Pitești | Național București | Petrolul Ploiești     |
| Dinamo             | Municipal | Cotroceni | Ilie Oană             |
| Capacitate: 15.032 | Capacitate: 15.000 | Capacitate: 14.542 | Capacitate: 20.000    |
|                    | | |                       |
| Oțelul Galați      | BucureștiArgeșAstraBacăuBrașovCeahlăulUniversitateaForestaGaz MetanGloriaOțelulPetrolulEchipele din București: · Dinamo · Național · Rapid · Rocar · SteauaDivizia A 2000-2001 (România) DinamoNaționalRapidRocarSteaua Locația echipelor din București. | BucureștiArgeșAstraBacăuBrașovCeahlăulUniversitateaForestaGaz MetanGloriaOțelulPetrolulEchipele din București: · Dinamo · Național · Rapid · Rocar · SteauaDivizia A 2000-2001 (România) DinamoNaționalRapidRocarSteaua Locația echipelor din București. | Ceahlăul Piatra Neamț |
| Oțelul             | BucureștiArgeșAstraBacăuBrașovCeahlăulUniversitateaForestaGaz MetanGloriaOțelulPetrolulEchipele din București: · Dinamo · Național · Rapid · Rocar · SteauaDivizia A 2000-2001 (România) DinamoNaționalRapidRocarSteaua Locația echipelor din București. | BucureștiArgeșAstraBacăuBrașovCeahlăulUniversitateaForestaGaz MetanGloriaOțelulPetrolulEchipele din București: · Dinamo · Național · Rapid · Rocar · SteauaDivizia A 2000-2001 (România) DinamoNaționalRapidRocarSteaua Locația echipelor din București. | Ceahlăul              |
| Capacitate: 13.500 | BucureștiArgeșAstraBacăuBrașovCeahlăulUniversitateaForestaGaz MetanGloriaOțelulPetrolulEchipele din București: · Dinamo · Național · Rapid · Rocar · SteauaDivizia A 2000-2001 (România) DinamoNaționalRapidRocarSteaua Locația echipelor din București. | BucureștiArgeșAstraBacăuBrașovCeahlăulUniversitateaForestaGaz MetanGloriaOțelulPetrolulEchipele din București: · Dinamo · Național · Rapid · Rocar · SteauaDivizia A 2000-2001 (România) DinamoNaționalRapidRocarSteaua Locația echipelor din București. | Capacitate: 12.500    |
|                    | BucureștiArgeșAstraBacăuBrașovCeahlăulUniversitateaForestaGaz MetanGloriaOțelulPetrolulEchipele din București: · Dinamo · Național · Rapid · Rocar · SteauaDivizia A 2000-2001 (România) DinamoNaționalRapidRocarSteaua Locația echipelor din București. | BucureștiArgeșAstraBacăuBrașovCeahlăulUniversitateaForestaGaz MetanGloriaOțelulPetrolulEchipele din București: · Dinamo · Național · Rapid · Rocar · SteauaDivizia A 2000-2001 (România) DinamoNaționalRapidRocarSteaua Locația echipelor din București. |                       |
| Foresta Fălticeni  | BucureștiArgeșAstraBacăuBrașovCeahlăulUniversitateaForestaGaz MetanGloriaOțelulPetrolulEchipele din București: · Dinamo · Național · Rapid · Rocar · SteauaDivizia A 2000-2001 (România) DinamoNaționalRapidRocarSteaua Locația echipelor din București. | BucureștiArgeșAstraBacăuBrașovCeahlăulUniversitateaForestaGaz MetanGloriaOțelulPetrolulEchipele din București: · Dinamo · Național · Rapid · Rocar · SteauaDivizia A 2000-2001 (România) DinamoNaționalRapidRocarSteaua Locația echipelor din București. | FC Brașov             |
| Areni              | BucureștiArgeșAstraBacăuBrașovCeahlăulUniversitateaForestaGaz MetanGloriaOțelulPetrolulEchipele din București: · Dinamo · Național · Rapid · Rocar · SteauaDivizia A 2000-2001 (România) DinamoNaționalRapidRocarSteaua Locația echipelor din București. | BucureștiArgeșAstraBacăuBrașovCeahlăulUniversitateaForestaGaz MetanGloriaOțelulPetrolulEchipele din București: · Dinamo · Național · Rapid · Rocar · SteauaDivizia A 2000-2001 (România) DinamoNaționalRapidRocarSteaua Locația echipelor din București. | Tineretului           |
| Capacitate: 12.500 | BucureștiArgeșAstraBacăuBrașovCeahlăulUniversitateaForestaGaz MetanGloriaOțelulPetrolulEchipele din București: · Dinamo · Național · Rapid · Rocar · SteauaDivizia A 2000-2001 (România) DinamoNaționalRapidRocarSteaua Locația echipelor din București. | BucureștiArgeșAstraBacăuBrașovCeahlăulUniversitateaForestaGaz MetanGloriaOțelulPetrolulEchipele din București: · Dinamo · Național · Rapid · Rocar · SteauaDivizia A 2000-2001 (România) DinamoNaționalRapidRocarSteaua Locația echipelor din București. | Capacitate: 10.000    |
|                    | BucureștiArgeșAstraBacăuBrașovCeahlăulUniversitateaForestaGaz MetanGloriaOțelulPetrolulEchipele din București: · Dinamo · Național · Rapid · Rocar · SteauaDivizia A 2000-2001 (România) DinamoNaționalRapidRocarSteaua Locația echipelor din București. | BucureștiArgeșAstraBacăuBrașovCeahlăulUniversitateaForestaGaz MetanGloriaOțelulPetrolulEchipele din București: · Dinamo · Național · Rapid · Rocar · SteauaDivizia A 2000-2001 (România) DinamoNaționalRapidRocarSteaua Locația echipelor din București. |                       |
| Gloria Bistrița    | Astra Ploiești | Gaz Metan Mediaș | Rocar București       |
| Gloria             | Astra | Gaz Metan | Rocar                 |
| Capacitate: 7.800  | Capacitate: 7.000 | Capacitate: 6.000 | Capacitate: 6.000     |
|                    | | |                       |

## Personal și echipamente
| Echipă            | Antrenor           | Căpitan                          | Producător de echipamente | Sponsorul de pe tricou |
| ----------------- | ------------------ | -------------------------------- | ------------------------- | ---------------------- |
| Argeș Pitești     | Marian Bondrea     | Cristian Bălașa                  | Erreà                     | Dacia                  |
| Astra Ploiești    | Marin Ion          | Bogdan Nicolae                   | Joma                      | Astra Română, Asirom   |
| FC Brașov         | Gabriel Stan       | Cosmin Bodea                     | Valsport                  | Prescon                |
| Ceahlăul          | Florin Marin       | Radu Lefter                      | Ancada                    | Rifil                  |
| Dinamo București  | Cornel Dinu        | Cătălin Hâldan / Adrian Mihalcea | Lotto                     | Cosmorom               |
| FCU Craiova       | Nicolae Ungureanu  | Claudiu Niculescu                | Erreà                     | Vincon                 |
| FCM Bacău         | Gheorghe Poenaru   | Marius Gireadă                   | Legea                     | Sonoma                 |
| Foresta Fălticeni | Eugen Huțu         | Ovidiu Ciobanu                   | Ancada                    | —                      |
| Gaz Metan         | Silviu Dumitrescu  | Flavius Șomfălean                | Joma                      | Transgaz               |
| Gloria Bistrița   | Constantin Cârstea | Vasile Popa                      | Ancada                    | Darimex                |
| FC Național       | Cosmin Olăroiu     | Cătălin Liță                     | Kappa                     | —                      |
| Oțelul Galați     | Ilie Dumitrescu    | Cătălin Tofan                    | Adidas                    | Sidex                  |
| Petrolul Ploiești | Victor Roșca       | Dinu Todoran                     | Adidas                    | Petrom                 |
| Rapid București   | Mircea Rednic      | Nicolae Stanciu                  | Erreà                     | Connex                 |
| Rocar             | Dumitru Dumitriu   | Cornel Cristescu                 | Erreà                     | Fulbier                |
| Steaua București  | Victor Pițurcă     | Miodrag Belodedici               | Adidas                    | BCR                    |

## Clasament
| Loc | Echipă                | Pct. | MJ | V  | E  | Î  | GM | GP | DG  | Calificare sau retrogradare           |
| --- | --------------------- | ---- | -- | -- | -- | -- | -- | -- | --- | ------------------------------------- |
| 1.  | Steaua București (C)  | 60   | 30 | 17 | 9  | 4  | 56 | 32 | +24 | Liga Campionilor 2001-02 Turul II     |
| 2.  | Dinamo București      | 51   | 30 | 15 | 6  | 9  | 56 | 44 | +12 | Cupa UEFA 2001-02 Runda de calificare |
| 3.  | FC Brașov             | 50   | 30 | 15 | 5  | 10 | 33 | 25 | +8  | Cupa UEFA 2001-02 Runda de calificare |
| 4.  | Rapid București       | 49   | 30 | 13 | 10 | 7  | 38 | 25 | +13 | Cupa UEFA 2001-02 Runda de calificare |
| 5.  | Argeș Pitești         | 46   | 30 | 12 | 10 | 8  | 42 | 42 | 0   |                                       |
| 6.  | Gloria Bistrița       | 43   | 30 | 13 | 4  | 13 | 44 | 42 | +2  | Cupa Intertoto 2001 Prima rundă       |
| 7.  | FC Național           | 43   | 30 | 13 | 4  | 13 | 40 | 40 | 0   |                                       |
| 8.  | FCU Craiova           | 41   | 30 | 11 | 8  | 11 | 34 | 38 | −4  | Cupa Intertoto 2001 Prima rundă       |
| 9.  | Petrolul Ploiești     | 40   | 30 | 12 | 4  | 14 | 34 | 36 | −2  |                                       |
| 10. | Astra Ploiești        | 40   | 30 | 11 | 7  | 12 | 41 | 36 | +5  |                                       |
| 11. | Ceahlăul              | 38   | 30 | 9  | 11 | 10 | 36 | 41 | −5  |                                       |
| 12. | Oțelul Galați         | 38   | 30 | 10 | 8  | 12 | 33 | 39 | −6  |                                       |
| 13. | Foresta Fălticeni (R) | 36   | 30 | 8  | 12 | 10 | 39 | 43 | −4  | Baraj de promovare/retrogradare       |
| 14. | FCM Bacău             | 34   | 30 | 9  | 7  | 14 | 38 | 45 | −7  | Baraj de promovare/retrogradare       |
| 15. | Rocar (R)             | 34   | 30 | 10 | 4  | 16 | 41 | 56 | −15 | Retrogradare în Divizia B 2001-2002   |
| 16. | Gaz Metan (R)         | 18   | 30 | 3  | 9  | 18 | 21 | 42 | −21 | Retrogradare în Divizia B 2001-2002   |

1. 1 2  GLO 3-0 NAȚ; NAȚ 0-3 GLO
2. 1 2  AST 0-0 PET; PET 3-1 AST
3. 1 2  OTE 1-1 CEA; CEA 0-0 OTE
4. ↑  FCM Bacău a pierdut barajul de promovare/menținere în Divizia A și era retrogradată, însă clubul care a câștigat celălalt baraj, FC Baia Mare, și trebuia să joace în prima divizie, și-a vândut locul, astfel că FCM Bacău a rămas în Divizia A și pentru sezonul următor.
5. 1 2  BAC 3-0 ROC; ROC 2-0 BAC

### Pozițiile pe etapă
| Etapă/ Echipă         | 1             | 2  | 3  | 4  | 5  | 6  | 7  | 8  | 9  | 10 | 11 | 12 | 13 | 14 | 15 | 16 | 17 | 18 | 19 | 20 | 21 | 22 | 23 | 24 | 25 | 26 | 27 | 28 | 29 | 30 |   |
| --------------------- | ------------- | -- | -- | -- | -- | -- | -- | -- | -- | -- | -- | -- | -- | -- | -- | -- | -- | -- | -- | -- | -- | -- | -- | -- | -- | -- | -- | -- | -- | -- | - |
| Etapă/ Echipă         | Argeș Pitești | 15 | 11 | 5  | 9  | 6  | 10 | 6  | 7  | 7  | 7  | 5  | 6  | 5  | 3  | 3  | 2  | 2  | 3  | 6  | 3  | 2  | 3  | 2  | 2  | 3  | 4  | 4  | 4  | 5  | 5 |
| Astra Ploiești        | 13            | 16 | 13 | 14 | 12 | 12 | 13 | 14 | 12 | 10 | 10 | 8  | 9  | 9  | 10 | 11 | 11 | 12 | 10 | 9  | 10 | 10 | 10 | 9  | 10 | 7  | 9  | 9  | 11 | 10 |   |
| Bacău                 | 9             | 8  | 7  | 4  | 2  | 4  | 7  | 9  | 10 | 12 | 12 | 14 | 11 | 14 | 15 | 15 | 15 | 15 | 14 | 15 | 15 | 15 | 15 | 15 | 15 | 15 | 15 | 14 | 13 | 14 |   |
| Brașov                | 10            | 10 | 4  | 3  | 5  | 8  | 5  | 5  | 5  | 3  | 6  | 3  | 4  | 7  | 5  | 7  | 8  | 8  | 5  | 5  | 6  | 5  | 6  | 4  | 4  | 2  | 2  | 3  | 3  | 3  |   |
| Ceahlăul Piatra Neamț | 16            | 15 | 15 | 16 | 16 | 16 | 16 | 15 | 15 | 15 | 15 | 15 | 15 | 15 | 14 | 12 | 14 | 13 | 13 | 12 | 12 | 11 | 12 | 14 | 11 | 8  | 10 | 11 | 9  | 11 |   |
| FC U Craiova          | 8             | 6  | 3  | 2  | 3  | 2  | 2  | 2  | 1  | 1  | 2  | 2  | 2  | 4  | 6  | 5  | 5  | 5  | 7  | 8  | 9  | 8  | 9  | 8  | 9  | 10 | 11 | 8  | 10 | 8  |   |
| Dinamo București      | 3             | 2  | 11 | 13 | 9  | 7  | 8  | 10 | 9  | 5  | 4  | 5  | 8  | 6  | 4  | 4  | 3  | 2  | 2  | 2  | 3  | 2  | 3  | 3  | 2  | 3  | 3  | 2  | 2  | 2  |   |
| Foresta Fălticeni     | 5             | 3  | 9  | 5  | 11 | 9  | 10 | 11 | 11 | 11 | 11 | 9  | 6  | 5  | 7  | 8  | 6  | 6  | 9  | 11 | 11 | 12 | 11 | 13 | 12 | 13 | 13 | 13 | 15 | 13 |   |
| Gaz Metan Mediaș      | 2             | 7  | 6  | 10 | 14 | 14 | 15 | 16 | 16 | 16 | 16 | 16 | 16 | 16 | 16 | 16 | 16 | 16 | 16 | 16 | 16 | 16 | 16 | 16 | 16 | 16 | 16 | 16 | 16 | 16 |   |
| Gloria Bistrița       | 14            | 14 | 16 | 12 | 15 | 13 | 14 | 12 | 13 | 13 | 13 | 11 | 13 | 10 | 11 | 10 | 9  | 9  | 4  | 7  | 8  | 7  | 7  | 7  | 7  | 6  | 6  | 6  | 6  | 6  |   |
| Oțelul Galați         | 1             | 9  | 12 | 8  | 4  | 6  | 3  | 4  | 4  | 6  | 7  | 10 | 12 | 13 | 12 | 13 | 12 | 10 | 11 | 10 | 7  | 9  | 8  | 10 | 8  | 11 | 12 | 12 | 12 | 12 |   |
| Petrolul Ploiești     | 11            | 13 | 10 | 7  | 10 | 5  | 4  | 3  | 3  | 4  | 3  | 4  | 3  | 2  | 2  | 3  | 4  | 7  | 3  | 6  | 5  | 6  | 5  | 6  | 6  | 9  | 7  | 10 | 7  | 9  |   |
| Național București    | 12            | 12 | 14 | 15 | 13 | 15 | 12 | 13 | 14 | 14 | 14 | 12 | 14 | 11 | 13 | 14 | 13 | 14 | 15 | 14 | 14 | 14 | 13 | 11 | 13 | 12 | 8  | 7  | 8  | 7  |   |
| Rapid București       | 4             | 4  | 8  | 11 | 8  | 11 | 11 | 8  | 8  | 9  | 8  | 7  | 7  | 8  | 8  | 6  | 7  | 4  | 8  | 4  | 4  | 4  | 4  | 5  | 5  | 5  | 5  | 5  | 4  | 4  |   |
| Rocar București       | 6             | 1  | 2  | 6  | 7  | 3  | 9  | 6  | 6  | 8  | 9  | 13 | 10 | 12 | 9  | 9  | 10 | 11 | 12 | 13 | 13 | 13 | 14 | 12 | 14 | 14 | 14 | 15 | 14 | 15 |   |
| Steaua București      | 7             | 5  | 1  | 1  | 1  | 1  | 1  | 1  | 2  | 2  | 1  | 1  | 1  | 1  | 1  | 1  | 1  | 1  | 1  | 1  | 1  | 1  | 1  | 1  | 1  | 1  | 1  | 1  | 1  | 1  |   |

| Câștigătorii Diviziei A, ediția 2000/2001 |
| ----------------------------------------- |
| Steaua București Al 21-lea Titlu          |

## Rezultate
| Acasă \ Deplasare[1] | Argeș | Astra | Bacău | Brașov | Ceahlăul | Craiova | Dinamo București | Foresta | Gaz Metan | Gloria Bistrița | Oțelul | Petrolul | Progresul | Rapid București | Rocar | Steaua |
| Argeș                |       | 4–2   | 2–2   | 1–0    | 2–1      | 3–0     | 1–0              | 1–1     | 2–1       | 1–1             | 2–0    | 1–0      | 3–1       | 0–2             | 1–0   | 1–1    |
| Astra                | 2–0   |       | 1–1   | 2–0    | 1–1      | 2–0     | 4–3              | 3–0     | 3–1       | 2–0             | 2–1    | 0–0      | 0–0       | 0–1             | 0–2   | 3–0    |
| FCM Bacău            | 3–1   | 2–1   |       | 1–1    | 1–0      | 3–1     | 1–1              | 1–1     | 2–1       | 2–0             | 4–2    | 1–2      | 3–2       | 0–2             | 3–0   | 0–2    |
| Brașov               | 0–0   | 1–0   | 2–0   |        | 1–1      | 1–2     | 1–0              | 3–1     | 2–0       | 2–0             | 0–0    | 1–0      | 3–2       | 1–0             | 2–0   | 2–2    |
| Ceahlăul             | 3–0   | 0–0   | 3–0   | 2–1    |          | 1–4     | 3–3              | 1–1     | 1–1       | 3–2             | 0–0    | 1–0      | 2–1       | 1–0             | 2–0   | 0–3    |
| Univ. Craiova        | 1–1   | 0–2   | 1–0   | 1–0    | 1–1      |         | 1–3              | 1–0     | 2–1       | 2–4             | 3–1    | 2–0      | 2–0       | 0–0             | 3–1   | 1–0    |
| Dinamo               | 2–1   | 3–2   | 2–0   | 2–0    | 2–2      | 3–1     |                  | 4–5     | 4–2       | 3–1             | 1–2    | 2–3      | 1–0       | 0–0             | 2–0   | 1–0    |
| Foresta              | 2–2   | 4–2   | 1–1   | 1–0    | 3–0      | 0–0     | 0–1              |         | 0–0       | 2–0             | 1–1    | 3–1      | 0–1       | 1–0             | 4–1   | 1–1    |
| Gaz Metan            | 2–2   | 0–0   | 0–0   | 0–1    | 3–0      | 1–0     | 0–2              | 1–1     |           | 2–1             | 0–0    | 0–1      | 1–2       | 0–0             | 1–1   | 1–3    |
| Gloria Bistrița      | 2–2   | 4–3   | 2–1   | 1–0    | 2–0      | 1–1     | 3–1              | 3–2     | 1–0       |                 | 2–0    | 2–0      | 3–0       | 0–1             | 2–0   | 1–1    |
| Oțelul               | 4–1   | 1–0   | 2–1   | 3–1    | 1–1      | 1–1     | 0–0              | 0–0     | 3–0       | 2–0             |        | 0–2      | 1–2       | 1–4             | 2–1   | 0–1    |
| Petrolul             | 2–3   | 3–1   | 3–1   | 0–1    | 2–1      | 1–0     | 3–1              | 0–0     | 1–0       | 3–0             | 0–1    |          | 2–0       | 1–2             | 1–1   | 1–1    |
| Progresul            | 3–0   | 2–0   | 2–1   | 0–1    | 1–0      | 1–1     | 1–3              | 5–0     | 1–0       | 0–3             | 1–0    | 2–0      |           | 2–1             | 2–1   | 1–2    |
| Rapid                | 0–1   | 0–0   | 1–0   | 1–3    | 1–1      | 1–1     | 2–2              | 4–1     | 2–1       | 1–0             | 2–1    | 3–1      | 2–2       |                 | 2–3   | 1–1    |
| Rocar                | 1–0   | 1–0   | 2–0   | 1–2    | 1–4      | 2–0     | 1–3              | 3–2     | 2–1       | 4–3             | 1–3    | 4–1      | 2–2       | 0–2             |       | 4–5    |
| Steaua               | 3–3   | 1–3   | 4–3   | 1–0    | 3–0      | 3–1     | 4–1              | 2–1     | 2–0       | 1–0             | 5–0    | 1–0      | 2–1       | 0–0             | 1–1   |        |

Sursa:  ro
1Echipa gazdă este listată în coloana din stânga.
Culori: Albastru = gazda e câștigătoare; Galben = egal; Roșu = oaspeții sunt câștigători.

## Gogheteri
- Marius Niculae - Dinamo București - 20
- Cătălin Marcel Cursaru - FCM Bacău - 15
- Claudiu Iulian Niculescu - Universitatea Craiova - 14
- Robert Niță - Foresta Suceava/Rapid București - 14
- Constantin Bârsan - Gloria Bistrița - 13
- Daniel Pancu - Rapid București - 13
- Claudiu Răducanu - Steaua București - 12
- Florin Axinia - Ceahlăul Piatra Neamț - 11
- Ion Vlădoiu - Steaua București - 10
- Dinu Todoran - Petrolul Ploiești - 9
- Marius Păcurar - Foresta Suceava - 9
- Sorin Trofin - FCM Bacău - 8
- Adrian Neaga - Argeș Pitești - 8
- Bogdan Mara - Argeș Pitești - 7
- Eugen Trică - Steaua București - 7
- Dragoș Mihalache - Astra Ploiești - 7
- Mihai Dăscălescu - Astra Ploiești - 6
- Adrian Mihalcea - Dinamo București - 6
- Ioan Miszti - Gloria Bistrița - 5
- Valentin Bădoi - FCM Bacău - 5
- Marius Măldărășanu - Rapid București - 5
- Bogdan Andone - Oțelul Galați - 5

## Baraj
Meciuri de baraj pentru promovare-retrogradare între echipele clasate pe locurile 13 și 14 în Dizivia A și echipele clasate pe locurile 2 în cele două serii de Divizia B.
Divizionarele secunde Farul Constanța și FC Baia Mare câștigă meciurile de baraj, dar FCM Bacău avea să continue și în sezonul următor în Divizia A, deoarece echipa din Baia Mare nu și-a putut permite obținerea licenței pentru prima divizie și de aceea a vândut locul băcăuanilor.
1FC Baia Mare câștigă datorită golului marcat în deplasare